# Claudio Constantini
Claudio Constantini es un multiinstrumentalista y compositor nacido en Perú y viviendo actualmente en España. Conocido por su naturaleza ecléctica, se desenvuelve en una variedad de géneros musicales. Ha acumulado gran seguimiento en redes sociales.

## Biografía
Claudio Constantini tiene una carrera polifacética como intérprete de dos instrumentos, el piano y el bandoneón, además de compositor. Nacido y criado en Lima en una familia de músicos, su estilo se define por sus sólidas raíces clásicas unidas a la pasión por los géneros musicales populares, entre los que la música latinoamericana y la improvisación juegan un papel clave.
Ha actuado a nivel mundial en escenarios de primer nivel (como el Concertgebouw de Ámsterdam, la Filarmónica de Berlín, el Musikverein y la Konzerthaus de Viena, la Ópera de Los Ángeles, Palacio de la Música Catalana en Barcelona entre muchos otros.
Su álbum AMERICA con música de piano de George Gershwin y Astor Piazzolla fue nominado a un Grammy Latino (2019) en la categoría de "Mejor Álbum Clásico".
Inició sus estudios de piano con su padre (Gerardo Constantini) y luego obtuvo su licenciatura en Finlandia, su maestría en Holanda y finalmente el "diplome de concert" en París. Fue alumno y eventualmente asistente del maestro Aquiles Delle Vigne, discípulo de los legendarios pianistas Claudio Arrau y Gyorgy Cziffra.

## Premios y nominaciones (selección)
- 2019 - Latin Grammy, nominado a mejor álbum clásico.[2]
- 2005 - Concurso Internacional Astor Piazzolla, 1er premio.[3]
- 2001 - Competición Litmann (NY), 1er premio.

## Discografía
- 2013 - Suite Latinoamericana[4] (Silvox)
- 2015 - Reflets dans l'eau[5] (IBS Classical)
- 2016 - Obstinado[6] (Claudio Constantini Quintet)
- 2018 - Debussy Complete Preludes[7] (IBS Classical)
- 2019 - AMERICA[8] (IBS Classical)
- 2020 – 20th Century Tango
- 2021 – INCANDESSENCE
- 2022 – Piano Cosmos
- 2023 – Bach
- 2024 – Imaginary Soundtrack